# Jerzy Buzek
Jerzy Karol Buzek [ˈjɛʐɨ ˈbuzɛk] (), né le 3 juillet 1940 à Smilovice, localité de Silésie de Cieszyn (alors rattachée au Troisième Reich, aujourd'hui en République tchèque), est un universitaire et homme politique polonais.
Il est Président du Conseil des ministres du 31 octobre 1997 au 19 octobre 2001, date à laquelle il a été remplacé par Leszek Miller à la suite de la déroute de l’Alliance électorale Solidarité (AWS) aux élections législatives.
Élu député européen en 2004 sur les listes de la Plate-forme civique (PO), il est président du Parlement européen de 2009 à 2012. Il est ainsi la première personnalité issue d'un pays d'Europe centrale et orientale (anciens pays communistes du centre et de l'Est de l'Europe) à exercer cette fonction.

## Jeunesse
Membre de la famille Buzek, de religion protestante, active dans la politique polonaise depuis l’entre-deux-guerres, il fréquente l'école Juliusz Slowacki jusqu'en 1957, et obtient en 1963 un diplôme en génie chimique à l’École polytechnique de Silésie. Il travaille ensuite à l'institut d'ingénierie chimique de l'académie polonaise de sciences à Gliwice et défend sa thèse doctorale en 1969. Durant les années 1970, il mène des recherches dans le domaine de la protection de l'environnement.
En 1980, Jerzy Buzek devient membre du syndicat Solidarność. Il a eu ensuite des responsabilités importantes dans le syndicat dans les années 1980–1990. Il a été le secrétaire de quatre de ses meetings nationaux après la légalisation du syndicat. En janvier 1982, il publie illégalement le pamphlet S. Il cesse ses activités au sein du syndicat en 1987.

## Parcours politique

### Débuts
Buzek a ensuite fait partie de l’équipe d’experts de l’Alliance électorale Solidarité (AWS), travaillant notamment sur son programme économique. Élu en 1997 à la Diète (Sejm), la chambre basse du Parlement polonais, sur les listes de l’AWS, il démissionna alors de ses fonctions dans Solidarność. Buzek est devenu secrétaire du Mouvement social de l’AWS en 1999, puis en 2001 de l’ensemble de la coalition AWS.

### Président du Conseil polonais
De 1997 à 2001, il a été président du Conseil des ministres, dirigeant la coalition de centre-droit formée de l’AWS et de l’Union pour la liberté, puis, à partir de 2001, le gouvernement minoritaire, de droite, de l’AWS. En tant que chef du gouvernement, il a impulsé quatre réformes principales, portant sur les retraites, la santé, l'éducation, et l’organisation politico-administrative du pays. Il a également conduit l'entrée de son pays dans l'Union européenne,.

### Au Parlement européen

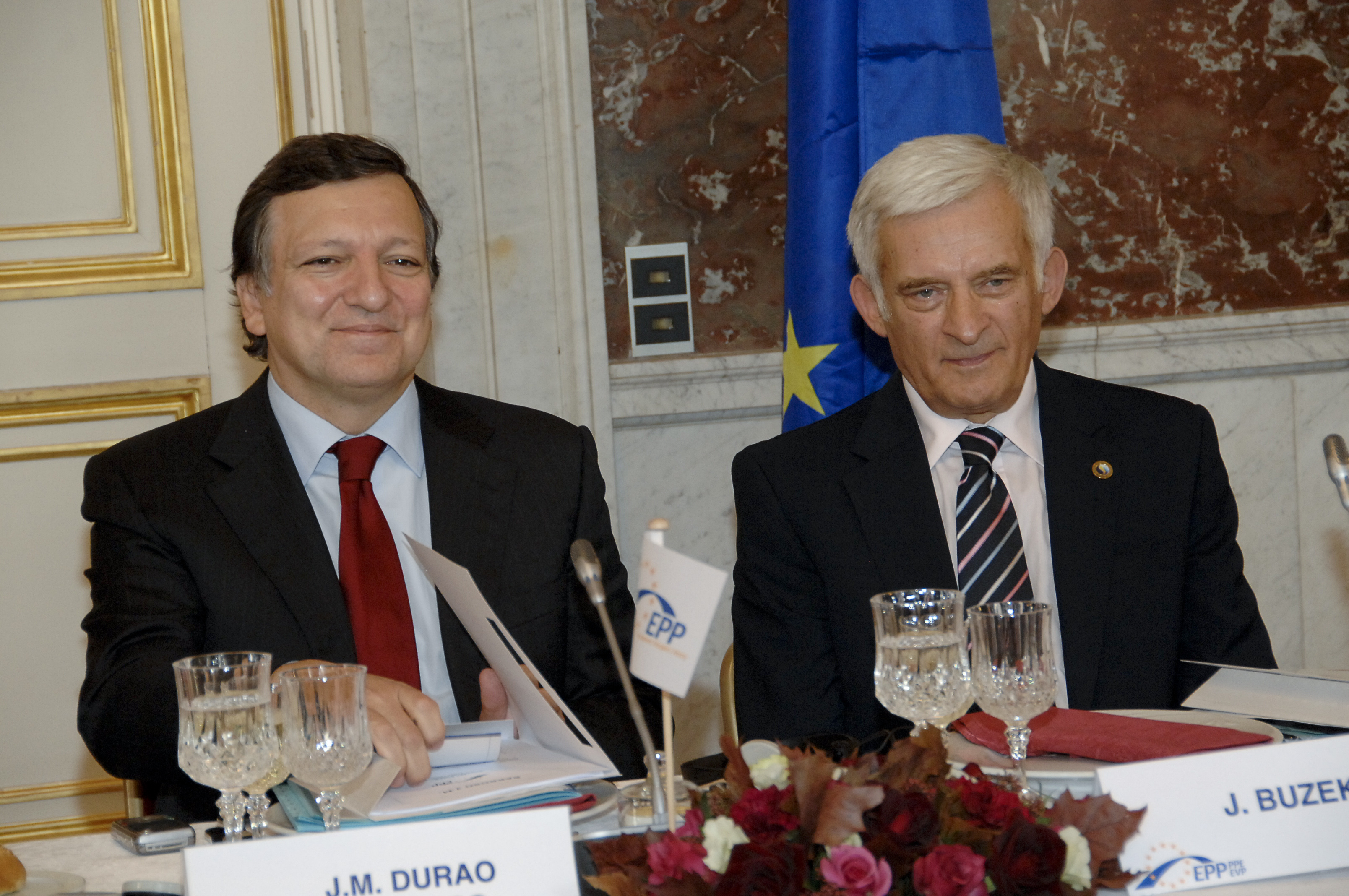
Jerzy Buzek et José Manuel Durão Barroso en 2009.

Le 13 juin 2004 il a été élu eurodéputé dans la circonscription de voïvodie de Silésie, sur les listes de la Plate-forme civique (PO), qui a rejoint le Parti populaire européen (PPE). À Strasbourg, il a siégé à la Commission de l'industrie, de la recherche et de l'énergie.
Tête de liste pour la Plate-forme civique aux élections européennes de 2009, un des deux candidats du PPE, avec Mario Mauro, à la présidence du Parlement européen, et a été élu président le 14 juillet 2009, avec 555 voix pour sur 736 députés, le plus haut pourcentage jamais enregistré dans l'élection du président du Parlement européen. Son mandat s'achève début 2012, conformément à un accord de réciprocité entre les deux principaux groupes du Parlement, et il est remplacé par le socialiste allemand Martin Schulz,.
En novembre 2009, il plaide pour la création d'une Communauté européenne de l'énergie lors de la cérémonie d’ouverture du campus du Collège d'Europe à Bruges.
Il quitte la présidence du Parlement européen le 17 janvier 2012, étant remplacé par Martin Schulz dans le cadre d’un accord entre le PPE et le groupe socialiste.
Depuis, il est constamment réélu député européen.
Il appelle au boycott de l'élection présidentielle polonaise de 2020 dans le contexte de la pandémie de coronavirus,.

## Distinctions
- Grand-croix de l'ordre d'Isabelle la Catholique